# Jeffery Bule
Jeffrey Bule (ur. 15 listopada 1991) – piłkarz z Wysp Salomona grający na pozycji pomocnika. Od 2012 roku jest zawodnikiem klubu Solomon Warriors.

## Kariera klubowa
Karierę piłkarską Bule rozpoczął w klubie Koloale FC. W jego barwach zadebiutował w 2008 roku w pierwszej lidze Wysp Salomona. W 2010 i 2011 roku wywalczył z Koloale dwa tytuły mistrza Wysp Salomona.
W 2012 roku Bule przeszedł do zespołu Solomon Warriors.

## Kariera reprezentacyjna
W reprezentacji Wysp Salomona Bule zadebiutował w 2011 roku. W 2012 roku wystąpił w Pucharze Narodów Oceanii 2012. Z Wyspami Salomona zajął czwarte miejsce na tym turnieju. Był na nim podstawowym zawodnikiem swojej reprezentacji.